# Октай Ахмед
Октай Ахмед (на турски: Oktay Ahmed; на македонска литературна норма: Октај Ахмед) е северномакедонски поет, драматург и лингвист, от турски произход.

## Биография
Роден е в 1967 година в Скопие, тогава в Югославия. Завършва Филологическия факултет на Скопския университет, където защитава магистратура и докторат по лингвистика. Работи в Катедрата по турски език и книжовност при Филологическия факултет „Блаже Конески“ в Скопие като редовен професор. Член е на Дружеството на писателите на Македония от 1995 година.